# Jüdischer Frauenbund
Der Jüdische Frauenbund (JFB) war ein jüdischer Frauenverein in Deutschland. Er wurde 1904 von Bertha Pappenheim und Sidonie Werner gegründet. Der JFB, den Pappenheim die ersten zwanzig Jahre leitete, war quasi ihr Lebenswerk.

## Gründung im Zeitgeist der Frauenbewegungen
Ab 1899 existierte bereits der Deutsch-Evangelische Frauenbund und ab 1903 der Katholische Frauenbund. Es war die Zeit der „ersten Welle der Frauenbewegung“, in der Frauen für mehr Rechte kämpften. In diesen Jahren kam es zu einem Gründungsboom von Frauenvereinen. Mit der Gründung des JFBs bildete sich eine eigenständige Bewegung zwischen deutschem Bürgertum und jüdischer Tradition, die sich neben (und manchmal schon lange vor) den christlichen Frauenbünden als Teil der bürgerlichen Frauenbewegung verstand. Der JFB war ab 1907 Mitglied im Bund Deutscher Frauenvereine (BDF), der die Dachorganisation der bürgerlichen Frauenbünde bildete.

## Aufgaben und Ziele
Der Jüdische Frauenbund verstand sich, anders als die Männervereine, nicht als eine Abwehrorganisation gegen antisemitische Agitationen oder die emanzipatorische Assimilation, sondern als Interessengemeinschaft für jüdische Kultur. Er bekannte sich klar zur jüdischen Tradition und wollte die Frauen im Rahmen dieser Tradition wirken lassen. Einige weibliche Mitglieder des Bundes kamen aus Familien, die sich schon so weit von der jüdischen Tradition entfernt hatten, dass die Männer ihre jüdische Identität zu verheimlichen versuchten. Dem wollten die Frauen entgegenwirken und entwickelten ein feminines Bewusstsein der religiösen Wohltätigkeit (Zedaka). Hervorgegangen aus der Wohltätigkeitsarbeit einzelner lokaler Frauengruppen, entstand bald eine professionelle Sozialarbeit, in der weltweite Beziehungen gepflegt wurden. Im Zuge dieser Sozialarbeit wurde 1917 die Zentralwohlfahrtsstelle der Juden in Deutschland (ZWSt) gegründet.

## Emanzipation vs. Tradition
Erst mit der Gründung des JFB kamen zögerlich politische Forderungen bezüglich des Wahlrechts in der religiösen Gemeinde und mehr Mitspracherecht der Frauen hinzu. Diese Forderungen waren, gemessen an den anderen konfessionellen Frauenverbänden, nicht radikal, aber in der Glaubensgemeinschaft weitreichend, denn der Ausschluss jüdischer Frauen aus den gottesdienstlichen Handlungen war tief in der Tradition verwurzelt. Der JFB wollte das Judentum in dieser Hinsicht von der Strenge seines Formalismus befreien und ging damit auf Distanz zu den orthodox orientierten B’nai-B’rith-Schwesternverbänden. Zu diesem Zweck nahm der JFB Kontakt zu Rabbinern auf und erkundigte sich nach Möglichkeiten, die das jüdische Gesetz Frauen gewährte. Der JFB stellte somit die Vorherrschaft des Mannes in Frage und befand sich auf einem schmalen Grat, denn die Männer akzeptierten die Tätigkeit der Frauen nur, wenn sie in ihrer Rolle fungierten und diese Grenze nicht überschritten. Der JFB wich mit diesen Bestrebungen zwar nicht vom Zeitgeist ab, setzte seine Forderungen jedoch entschiedener durch als die vergleichbaren christlichen Frauenverbände. Dadurch entstanden nicht selten Schwierigkeiten mit orthodoxen Jüdinnen, die die Männer nicht vor den Kopf stoßen wollten.

## Selbstverständnis der Bewegung
Der JFB verstand sich in erster Linie als ein soziales Bündnis und nicht als ein politisches. Es lag ihm auch fern, die Gesellschaft zu revolutionieren, wie es die Sozialisten forderten, sein Ziel war es, die Gesellschaft nur in bestimmten Punkten behutsam zu verändern. Er strebte einen Mittelweg zwischen traditionellen Frauenwohltätigkeitsverbänden und feministischen Organisationen an. Die Mitglieder des Bundes akzeptierten zwar ihre Rolle der bürgerlichen Ehefrau, suchten aber zugleich neue Herausforderungen. Der JFB wollte die Hausarbeit der Frau aufwerten und das Selbstwertgefühl und Selbstvertrauen der Frauen stärken. In dieser Hinsicht ging es dem JFB einerseits darum, junge Mädchen mit der Hausarbeit vertraut zu machen und ihnen Perspektiven für ihre spätere Rolle als Hausfrau und Mutter zu geben. Anderseits setzte er sich für eine Berufsausbildung jüdischer Mädchen ein, damit sie notfalls für ihren eigenen Lebensunterhalt aufkommen konnten. Zudem konnte der JFB den Mädchen die Inhalte der Hausarbeit relativ leicht und ohne große Kosten vermitteln. Dafür wurden spezielle Kurse angeboten, die Erfahrungswerte der Hausarbeit vermittelten. Daneben gab die Wohltätigkeitsarbeit den Frauen, die im JFB waren, die Möglichkeit, ihren bürgerlichen Status zu zeigen.

## Zusammensetzung des JFB
Der JFB war ein Zusammenschluss jüdisch-bürgerlicher Frauen, die aus ihrer gesellschaftlichen Stellung heraus leicht Zeit für die Organisation aufbringen konnten. Dieser Frauenbund verstand sich als Interessenvertretung aller jüdischen Frauen in Deutschland, beschäftigte sich jedoch mehrheitlich mit den Problemen bürgerlicher Hausfrauen. Zwar bemühte sich der JFB, Mitglieder aus der Arbeiterklasse hinzuzugewinnen, konnte aber sich nicht mit deren spezifischen Interessen und Problemen befassen. Der JFB arbeitete für die Armen und nicht mit ihnen. Deutlich wurde das auch in Artikeln von Blättern des JFB, in denen Leserinnen und Autorinnen nur sehr spärliche Kenntnisse über die tatsächlichen Arbeitsbedingungen in den Fabriken und über das Leben der Arbeiterinnen zeigten. Hinzu kam die Schwierigkeit, dass in der Arbeiterklasse kurz vor der Jahrhundertwende viele ostjüdische Immigranten dazugekommen waren, die häufig eine traditionellere Auffassung ihrer Religion vertraten als die aufgeklärten liberalen bürgerlichen Jüdinnen. Die zudem sozialistischen Arbeiterbewegungen der ehemals traditionellen Juden konnten sich nicht in den Zielen und Idealen des JFB wiederfinden.

## Bekämpfung des Mädchenhandels

### Erkennen der Problematik
Der JFB sah ferner eine seiner wichtigsten Aufgaben in der Bekämpfung des Mädchenhandels, denn häufig wurden jüdische Mädchen in den Westen verkauft. Schon zur Zeit der Gründung des JFB gab es ein weit verbreitetes Netz von Mädchenhändlern, die von Osteuropa bis Nord- und Südamerika agierten. Den osteuropäischen Mädchen wurden häufig falsche Versprechungen gemacht, wonach sie an Bordelle westlicher Großstädte verkauft wurden. Es ist fraglich, inwiefern die bürgerlich-jüdischen Frauen von dem Handel vor der Jahrhundertwende wussten, da Bertha Pappenheim selbst erstmals 1902 an einer Konferenz zur Frage des Mädchenhandels teilnahm.

### Engagement des JFB
Da der JFB sich um das Los osteuropäischer Juden kümmerte, wurde er viel stärker mit dem Problem konfrontiert als christlich-deutsche Frauenverbände, die das Problem zwar zur Kenntnis nahmen, sich aber mehr um nationale Frauenprobleme kümmerten. Die Mädchen, die im Osten verkauft wurden, waren oft der sozialen Verelendung ausgesetzt. Das ging sogar so weit, dass die europäischen Regierungen mit Hilfe der Polizei „Reglementierungs-Maßnahmen“ schufen, um u. a. Geschlechtskrankheiten vorzubeugen. Es war dem JFB besonders wichtig, diesen Handel zu bekämpfen, da jüdische Männer aus Furcht vor antisemitischen Hetzkampagnen schwiegen, die unter Umständen aus der hohen Beteiligung von Juden am Mädchenhandel erwachsen könnten. Der JFB betrieb in den Jahrzehnten nach seiner Gründung im Jahre 1904 viele Aktionen und Einrichtungen, die Schutz und Hilfe für osteuropäische Mädchen bieten sollten. Zu den ersten Maßnahmen gehörten Übergangsheime für Mädchen, die Schutz brauchten, und die Vermittlung von Arbeitsmöglichkeiten. Den wirksamsten Schutz für diese Mädchen sah der Frauenbund in einer Berufsausbildung, womit sie ihren Lebensunterhalt sichern konnten. Parallel dazu befürwortete der JFB eine frühe Heirat und die Gründung einer Familie.

## Programme in Deutschland
Die osteuropäischen Mädchen waren nicht die einzigen, die sich in einer misslichen Lage befanden. Auch in Deutschland spitzte sich die Lage der jüdischen Mädchen aus den unteren Schichten zu, denn es gab am Ende des 19. Jahrhunderts einen großen Frauenüberschuss, und immer mehr jüdische Männer wollten sich zuerst eine berufliche Existenz aufbauen, bevor sie heirateten. Für viele Jüdinnen wurde es schwierig, einen geeigneten Mann fürs Leben zu finden. Einige bürgerliche Jüdinnen heirateten Männer aus der Arbeiterklasse, also unterhalb ihres sozialen Standes, um nicht allein zu bleiben. Auch für diese Frauen richtete der JFB zahlreiche Institutionen, wie z. B. Mädchenklubs und Wohnheime, eine Frühehe-Kasse und die Beth-Jakob-Schulen ein. Auf diese Zeit geht auch die Einrichtung des Mädchenwohnheims Neu-Isenburg zurück, das von Pappenheim gegründet und bis zu ihrem Tod 1936 geleitet wurde.

## Weitere Aktivitäten
Der Jüdische Frauenbund eröffnete 1927 in Wyk auf Föhr das Jüdische Kinderheim Föhr, das vor allem als Erholungsheim für jüdische Kinder aus Großstädten diente. Diese Institution bestand bis 1938.

## Zeit des Nationalsozialismus
Ende der 1920er Jahre zog Pappenheim sich aus der aktiven Arbeit beim JFB zurück. Ihre Funktionen wurden teilweise von Hannah Karminski übernommen. Nach der Machtübergabe an die Nationalsozialisten 1933 und dem Erlass der Nürnberger Gesetze 1935 setzte sich der Bund aktiv für die Auswanderung ein. Auch Frieda H. Sichel, der man die Nachfolge Pappenheims angeboten hatte, musste im Oktober 1935 emigrieren. Im Zuge des Novemberpogroms wurde die Organisation 1938 verboten und die seit 1934 amtierende Vorsitzende Ottilie Schönewald mit der Liquidation beauftragt. 1939 wurde der JFB in die Reichsvertretung der Deutschen Juden überführt. Hannah Karminski und Cora Berliner, die in der Reichsvertretung die Sozialarbeit fortzuführen versuchten, wurden Opfer des Holocaust.
1953 wurde der Jüdische Frauenbund in Deutschland neugegründet.